# Drachalica
Drachalica (prononciation [draxaˈlit͡sa]) est un village de la gmina de Stężyca du powiat de Ryki dans la voïvodie de Lublin, situé dans l'est de la Pologne.
Le village comptait approximativement une population de 60 habitants en 2009.

## Histoire
De 1975 à 1998, le village est attaché administrativement à l'ancienne voïvodie de Lublin.
Depuis 1999, il fait partie de la nouvelle voïvodie de Lublin.